# 石和温泉駅

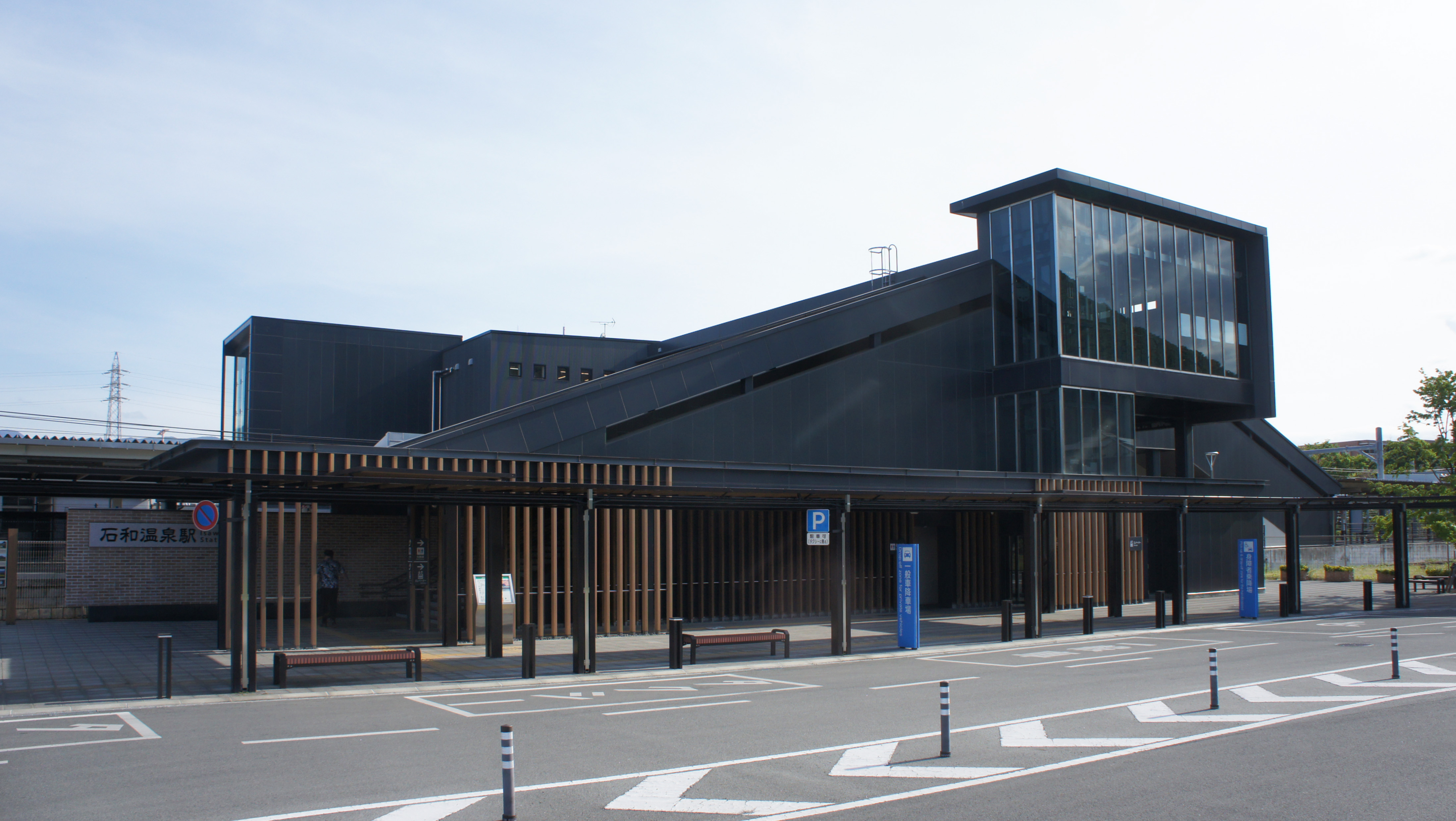
北口（2021年5月）

石和温泉駅（いさわおんせんえき）は、山梨県笛吹市石和町松本にある、東日本旅客鉄道（JR東日本）・日本貨物鉄道（JR貨物）中央本線の駅である。駅番号はCO 41。

## 歴史
明治期の中央線敷設に際して、山梨県では上野原 - 鳥原間に12か所の停車場の設置が内定していたが、このうち笹子トンネルを越えた初鹿野から甲府間の停車場は未定であった。笹子以西の予定路線は盆地北縁を北西に迂回し、上万力で笛吹川を渡河し、青梅街道と平行して西南へ進み東山梨郡岡部村松木付近で屈曲し、さらに西進し甲府へ至る東山梨郡・西山梨郡を通過するルートが想定された。
石和は江戸時代に甲州街道の宿駅である石和宿を中心とする宿場町として発展し、石和代官所が置かれ、鎌倉街道や秩父往還など脇往還が分岐し笛吹川を利用した舟運も行われており、峡東地域における一中心地であった。明治期には石和村に東八代郡の郡役所が設置されていた。一帯では養蚕蚕糸業が盛んで、ブドウなどの果樹・瓦などの特産物を産出していた。
中央線の予定路線が東山梨郡を通過しないことが判明すると、地元では特産物や製糸工場への石炭輸送の必要性から、予定路線が石和村に最も近接する岡部村に停車場を誘致する運動がおこり、石和村や岡部村をはじめ関係する東山梨・東八代両郡の諸村が合同で上申書を提出した。なお、東八代郡でも勝沼と関係の深い東部の諸村では運動に参加していない。
石和駅として開業した当時には笛吹川流路が駅舎のある岡部村（現駅舎と同位置）と甲州街道石和宿（現在の国道411号）の中間地点（現在の第二平等川付近）を東西に流れており、石和宿から笛吹川を北に渡った対岸の石和駅という名称は、駅舎の位置が石和宿に近いことから名付けられたものであった。開業から4年後の1907年（明治40年）には東郡地域を中心に県下に多大な被害を及ぼした明治40年の大水害が発生し、笛吹川は石和宿の南側を東西に流れる現流路に変わっている。
中央線の開通は石和をはじめ山梨県内の各地域へ大きな影響を与えるが、石和駅の開業による鉄道輸送の開始は養蚕・蚕糸業の更なる発展を促し、桑畑や製紙工場が増加し、果樹栽培も拡大した。一方、鉄道輸送の増加は陸上輸送や舟運、旧宿場での旅宿業の衰退を及ぼしている。また、中央線の開通は甲府を中心とする商業圏を確立させ、石和は峡東の一中心地としての役割が低下するとともに、甲府商業圏との関係を強めることになった。
戦後には養蚕業が衰退し、果樹栽培と石和温泉を中心とする観光業への依存を強め、石和温泉駅周辺も観光都市の玄関として道路整備が行われ、旅館街となっている。
2014年（平成26年）まで使われていた駅舎は木造2階建てで、駅舎内部には駅事務室と待合所があり、待合所には自動券売機（指定席券売機も含む）や出札窓口、自動改札機や有人改札通路のほか、みやげ物なども売るコーヒーショップや売店などがあった。この駅舎は築78年を経過しているほか、バリアフリー化および駅北側からのアクセス改善を図る目的もあって、2014年（平成26年）3月から駅舎の橋上化工事が行われ、その間は仮駅舎での営業となっていた。
2015年（平成27年）3月25日には、橋上駅舎のうち、南口の駅舎部分および西側の出入口、南北自由通路の南口側の部分の工事が完了し、使用開始となった。翌2016年（平成28年）2月12日には、北口広場および自由通路の北口側も供用を開始した。

### 年表
- 1903年（明治36年）6月11日：国有鉄道中央線初鹿野 - 甲府間開通時に、石和駅（いさわえき）として塩山駅、日下部駅（現・山梨市駅）、甲府駅と共に4駅同時開業。一般駅[2]。
- 1909年（明治42年）10月12日：線路名称制定により、中央東線（後の中央本線）の駅となる[6]。
- 1936年（昭和11年）：旧駅舎の供用開始。以降、2014年（平成26年）まではこの駅舎が使用されていた。
- 1985年（昭和60年）3月14日：荷物の扱いを廃止[2]。
- 1987年（昭和62年）4月1日：国鉄分割民営化により、JR東日本・JR貨物の駅となる[2][7]。
- 1993年（平成5年）4月1日：石和温泉駅に改称[2][8]。
- 1999年（平成11年）7月16日：貨物列車の設定廃止。
- 2004年（平成16年）10月16日：ICカード「Suica」の利用が可能となる[報道 3]。東京近郊区間に編入される[報道 3]。
- 2007年（平成19年）3月1日：指定席券売機を設置。
- 2014年（平成26年）3月7日：橋上化工事により、仮駅舎に移転[注 1]。
- 2015年（平成27年）3月25日：橋上駅舎使用開始[報道 2]。
- 2016年（平成28年）
  - 2月10日：発車メロディを「武田節」に変更[報道 4]。
  - 2月12日：駅北口側の自由通路の使用開始[9]。
- 2019年（平成31年）3月16日：ダイヤ改正に伴い、特急「あずさ」の全列車が通過となり、特急列車は「かいじ」のみの停車となる[報道 5]。
- 2020年（令和2年）3月14日：ダイヤ改正に伴い、特急「あずさ」の停車を再開（朝夕2往復停車）[報道 6]。
- 2021年（令和3年）4月1日：業務委託化[4]。
- 2022年（令和4年）
  - 11月30日：みどりの窓口の営業を終了[5][10]。
  - 12月1日：話せる指定席券売機を導入[5][10]。

## 駅構造
相対式ホーム2面2線を有する地上駅である。駅舎は鉄骨造り2階建ての橋上式で、敷地面積は約3,288平米、延床面積は約1,740平米ある。上下ホームそれぞれ1基のエレベーターが設置されているほか、ホーム上に待合室がある。また、南北自由通路は幅が約6 m、全長約40 mあり、北口開設前はこのうち約33 mが供用されている。南口にエレベーター1基とエスカレーター2基と多機能トイレ、北口にエレベーター1基を備える。このほか、改札内に多機能トイレを備える。
JR東日本ステーションサービスが駅業務を受託している甲府駅管理の業務委託駅である。以前は直営駅で、管理駅として春日居町駅を管理していた。指定席券売機、話せる指定席券売機が設置されている。
特急列車は「あずさ」朝夕2往復と「かいじ」の全てが停車する。かつては「スーパーあずさ」や、休日に運行される横浜線直通の「はまかいじ」も停車していた。2019年（平成31年）3月のダイヤ改正で「あずさ」は全て通過となったが、2020年（令和2年）3月14日から再び停車するようになった。
当駅の発車メロディは「武田節」が使用されている。

### のりば
| 番線 | 路線     | 方向 | 行先                         |
| ---- | -------- | ---- | ---------------------------- |
| 1    | 中央本線 | 下り | 甲府・上諏訪・松本・長野方面 |
| 2    | 中央本線 | 上り | 塩山・大月・八王子・新宿方面 |

かつては3番線が存在し、上り待避線として使用されていたが、2012年（平成24年）ごろには使用されなくなり、2014年（平成26年）2月9日の仮駅舎移転をもって廃止された。

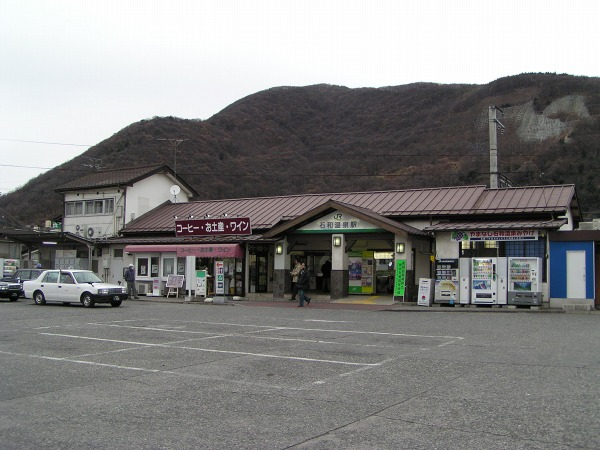
駅前ロータリー改修前の駅舎と駅前駐車場（2005年1月）
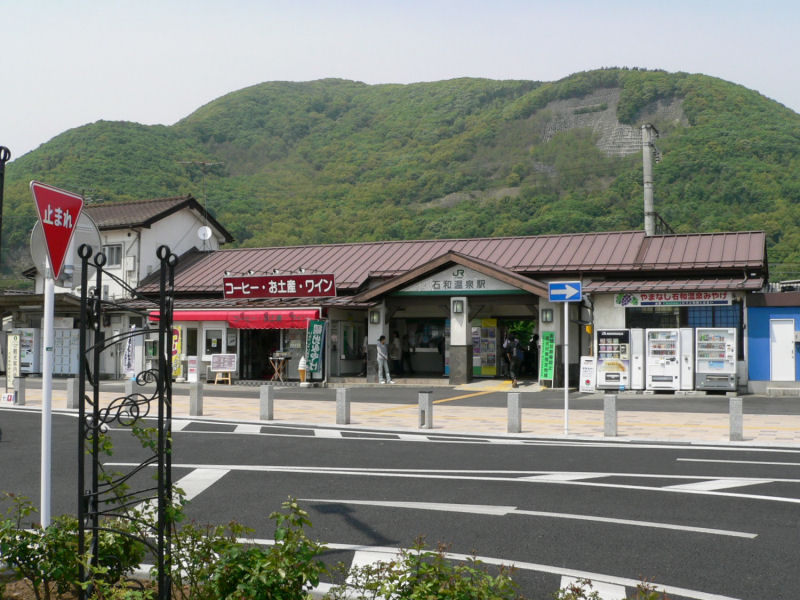
2014年3月6日まで使用されていた旧駅舎（2008年4月）
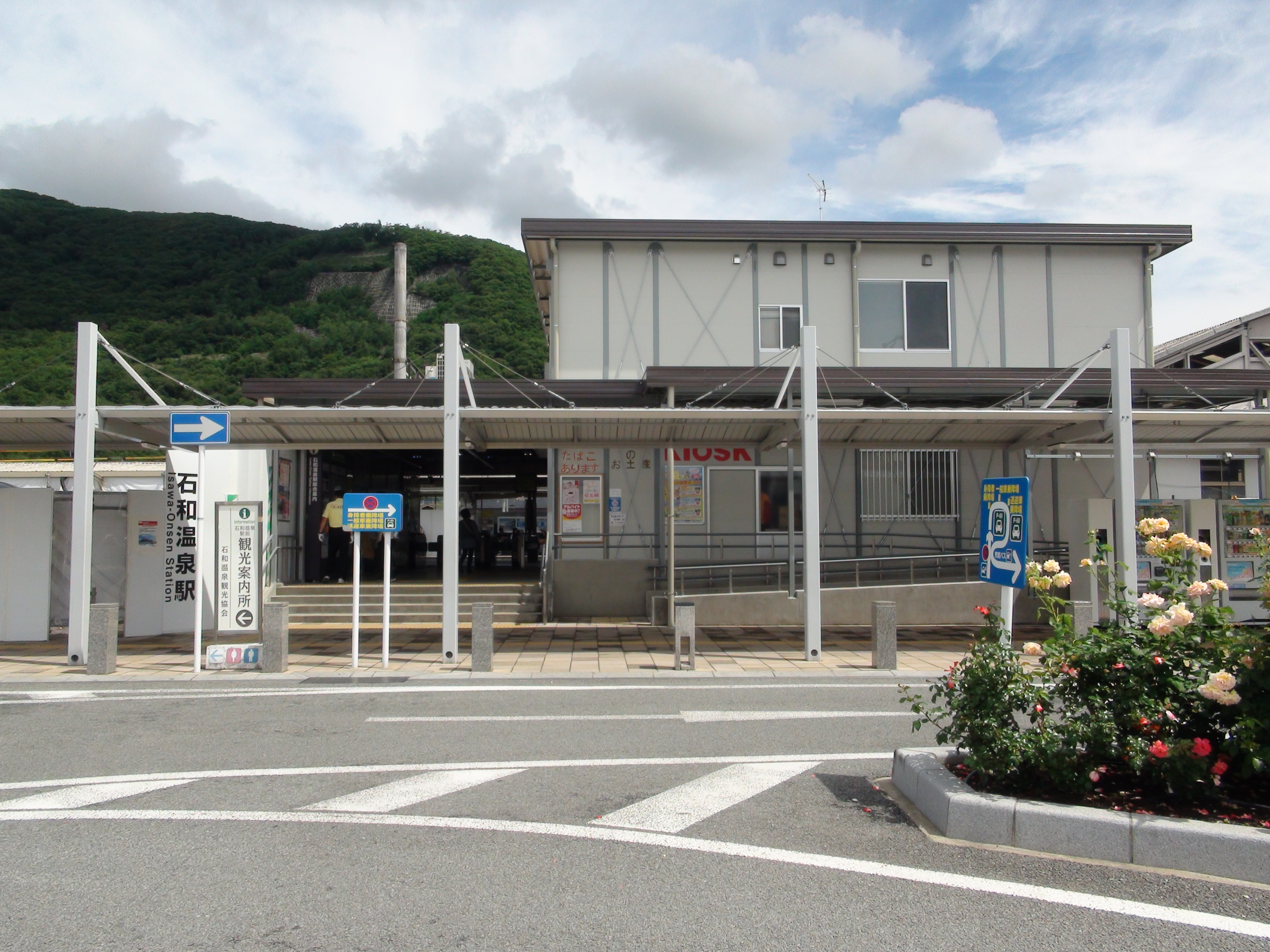
仮駅舎（2014年5月）
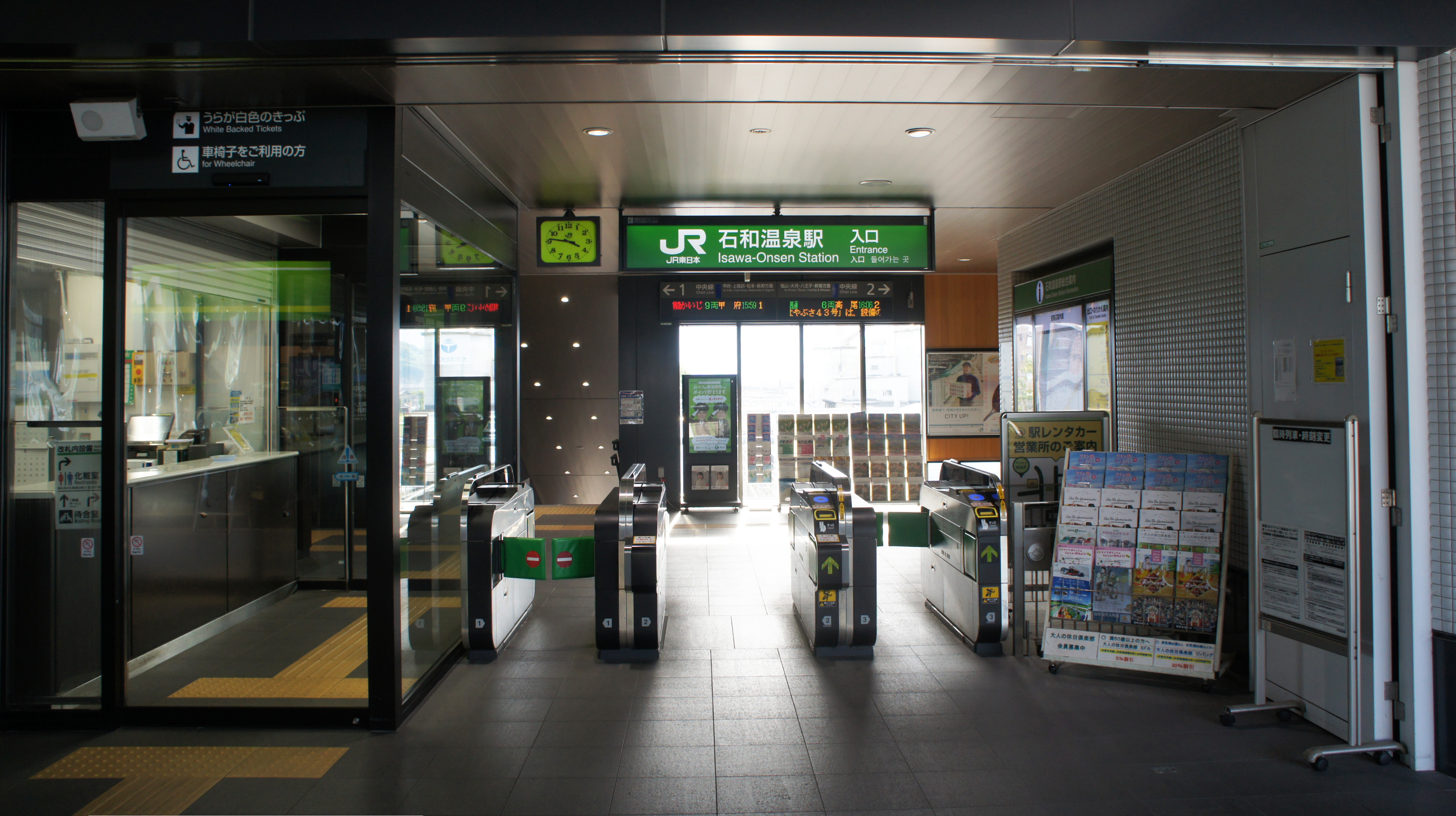
改札口（2021年5月）
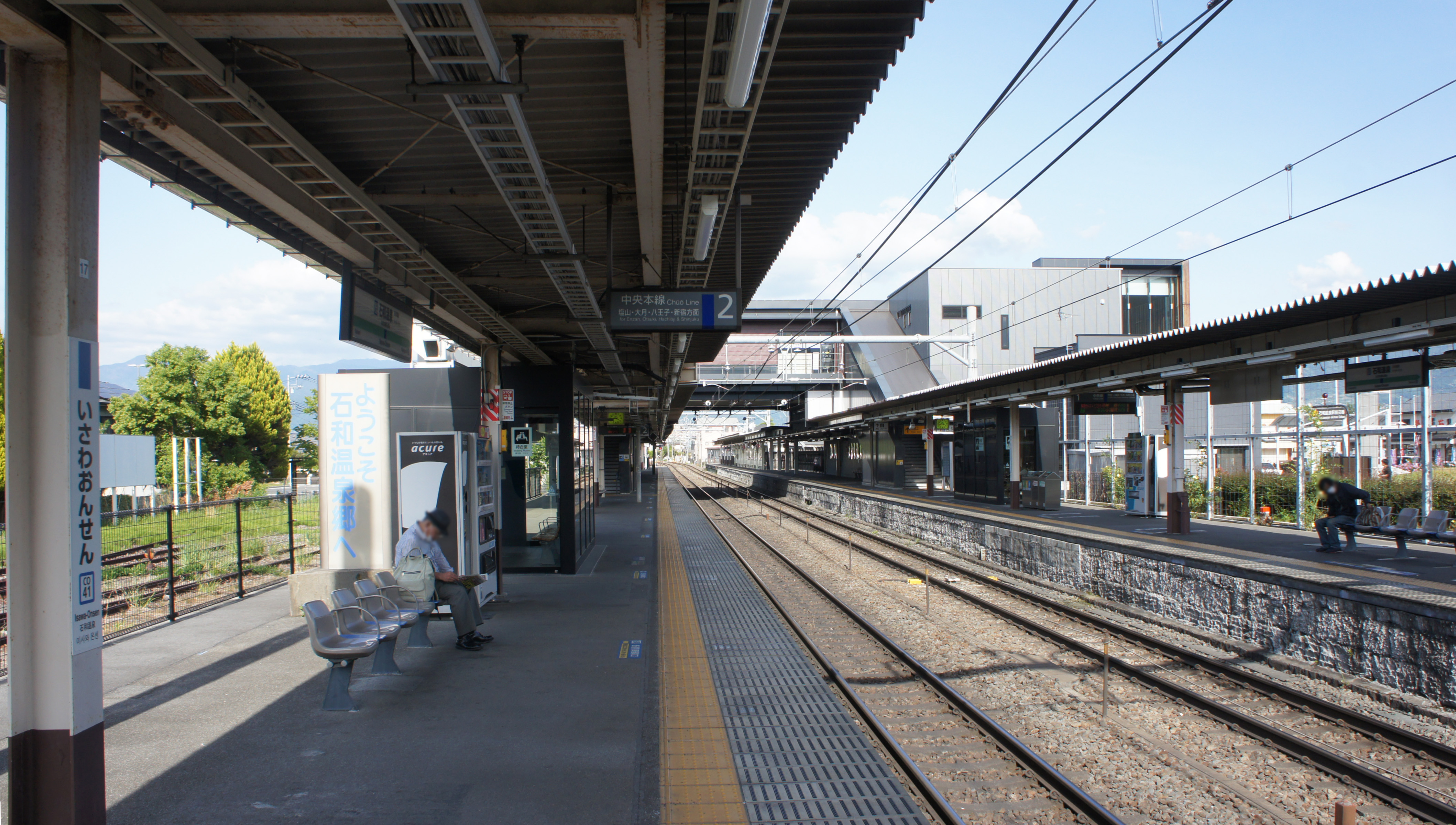
ホーム（2021年5月）

## 貨物取扱
JR貨物の駅は車扱貨物の臨時取扱駅となっており、貨物列車の発着はない。
かつては駅の側線から分岐し、駅の西側にある日本セメント甲府サービスステーションへ至る専用線があった。この専用線はセメント輸送に使用されていたが、1999年（平成11年）に廃止された。また、駅北側の平等川を渡った先にあった秩父セメント石和サービスステーションへ続く専用線もあり、同様にセメント輸送に使用されていた。また、国鉄分割民営化前までは、駅舎の西側に有蓋車用の貨物ホームが設置されていた。

## 利用状況

### JR東日本
2023年度（令和5年度）の1日平均乗車人員は2,701人である。
2000年度（平成12年度）以降の推移は以下のとおりである。
| 1日平均乗車人員推移 | 1日平均乗車人員推移 | 1日平均乗車人員推移 | 1日平均乗車人員推移 | 1日平均乗車人員推移 |
| 年度                | 定期外              | 定期                | 合計                | 出典                |
| ------------------- | ------------------- | ------------------- | ------------------- | ------------------- |
| 2000年（平成12年）  |                     |                     | 2,707               | [ JR 2 ]            |
| 2001年（平成13年）  |                     |                     | 2,685               | [ JR 3 ]            |
| 2002年（平成14年）  |                     |                     | 2,673               | [ JR 4 ]            |
| 2003年（平成15年）  |                     |                     | 2,625               | [ JR 5 ]            |
| 2004年（平成16年）  |                     |                     | 2,586               | [ JR 6 ]            |
| 2005年（平成17年）  |                     |                     | 2,620               | [ JR 7 ]            |
| 2006年（平成18年）  |                     |                     | 2,638               | [ JR 8 ]            |
| 2007年（平成19年）  |                     |                     | 2,628               | [ JR 9 ]            |
| 2008年（平成20年）  |                     |                     | 2,669               | [ JR 10 ]           |
| 2009年（平成21年）  |                     |                     | 2,590               | [ JR 11 ]           |
| 2010年（平成22年）  |                     |                     | 2,588               | [ JR 12 ]           |
| 2011年（平成23年）  |                     |                     | 2,566               | [ JR 13 ]           |
| 2012年（平成24年）  | 1,471               | 1,282               | 2,754               | [ JR 14 ]           |
| 2013年（平成25年）  | 1,431               | 1,367               | 2,798               | [ JR 15 ]           |
| 2014年（平成26年）  | 1,443               | 1,341               | 2,785               | [ JR 16 ]           |
| 2015年（平成27年）  | 1,454               | 1,391               | 2,846               | [ JR 17 ]           |
| 2016年（平成28年）  | 1,473               | 1,457               | 2,931               | [ JR 18 ]           |
| 2017年（平成29年）  | 1,485               | 1,476               | 2,961               | [ JR 19 ]           |
| 2018年（平成30年）  | 1,490               | 1,487               | 2,978               | [ JR 20 ]           |
| 2019年（令和元年）  | 1,419               | 1,533               | 2,953               | [ JR 21 ]           |
| 2020年（令和02年）  | 695                 | 1,198               | 1,893               | [ JR 22 ]           |
| 2021年（令和03年）  | 902                 | 1,251               | 2,153               | [ JR 23 ]           |
| 2022年（令和04年）  | 1,190               | 1,314               | 2,505               | [ JR 24 ]           |
| 2023年（令和05年）  | 1,380               | 1,320               | 2,701               | [ JR 1 ]            |

### JR貨物
- 1998年度（平成10年度）の発送貨物は5,648 t、到着貨物は53,048 tであった。
- 1999年度（平成11年度）の発送貨物は1,280 t、到着貨物は11,856 tであった。
- 以降の貨物取扱量は皆無である。

## 駅周辺
石和温泉郷への最寄り駅と同時に笛吹市の中心駅である。2004年（平成16年）の合併までは、駅名と同じ石和町の中心駅であった。

### 北口
北口は2016年（平成28年）2月12日より供用を開始。
- 国道140号
- 日の出温泉
- 大蔵経寺
- 大蔵経寺山
- 太平洋セメント甲府サービスステーション
- 笛吹市立春日居中学校
- 山梨英和大学

### 南口
駅開業時から存在。改修前はタクシー駐車場などがあったが、2008年（平成20年）4月1日に整備が行われ、ロータリー化している。
- 石和温泉観光協会 駅前案内所 - 2016年（平成28年）2月12日に新装オープン。ワインの試飲機が設置されている[新聞 2]。
- 足湯 - ロータリー化と同時に供用を開始。
- 山梨県道208号下神内川石和温泉停車場線 - 国道411号および国道20号へ接続。
- 自転車駐車場
- イオン石和店
- MEGAドン・キホーテUNY 石和店
  - ダイソー MEGAドン・キホーテUNY石和店
- JAふえふき岡部
- 石和駅前郵便局
- 石和温泉
- 笛吹市役所
- アピタ石和店
- ウインズ石和
- アリア・ディ・フィレンツェ - 甲府市川田町
  - エフエム富士 本社
- 笛吹警察署
- 甲府市立甲運小学校
- 笛吹市立石和北小学校
- 山梨県立笛吹高等学校

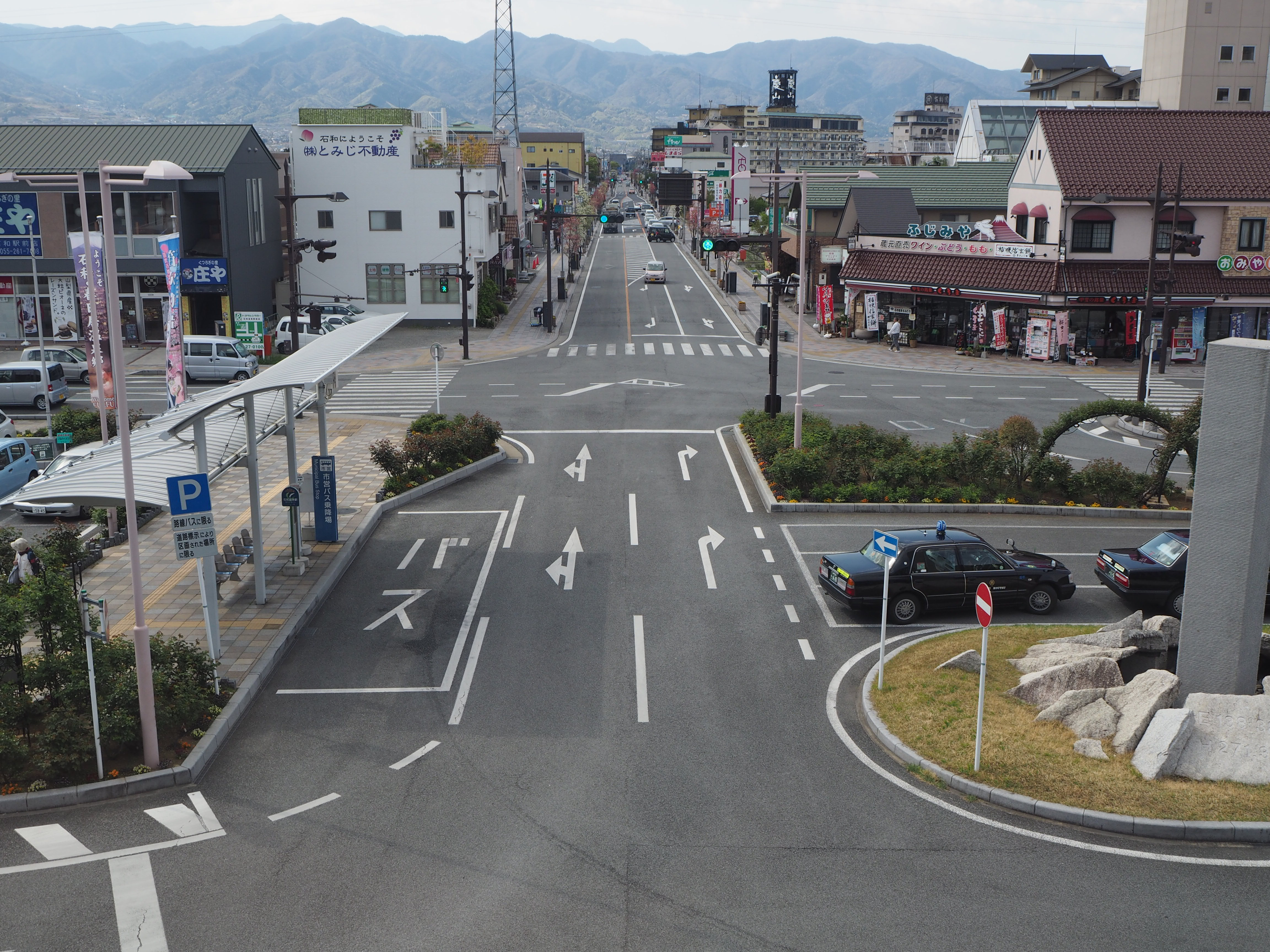
駅舎から駅南側を望む（2018年4月）
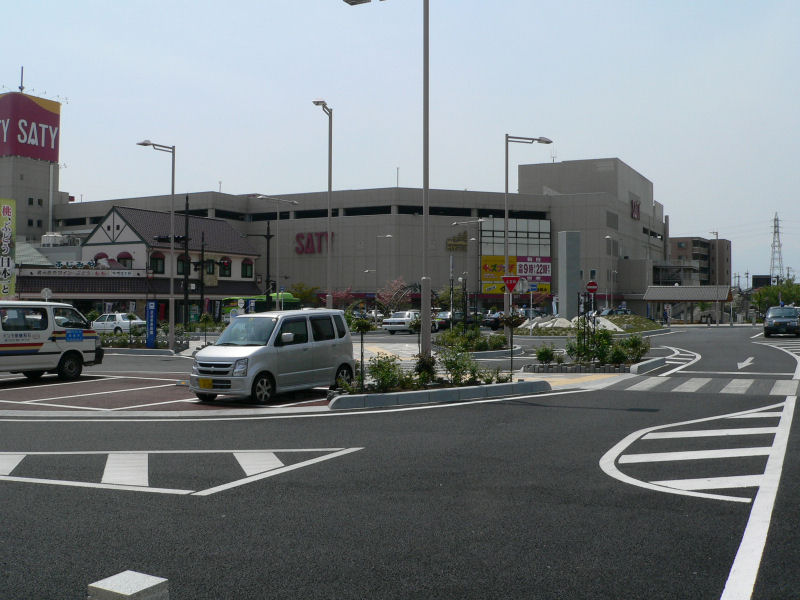
南口北東側より（2008年4月）
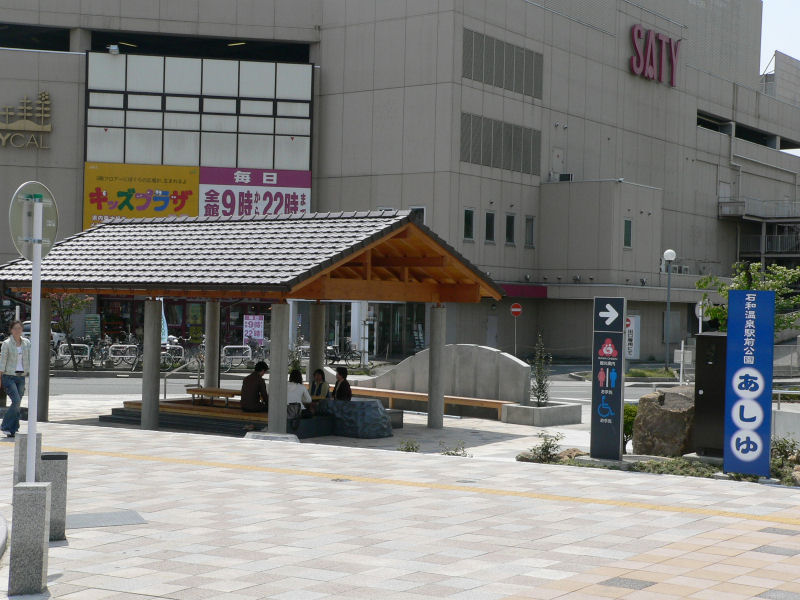
新たに設置された足湯（2008年4月）

## バス路線
石和温泉駅のロータリー内や山梨県道302号、国道411号沿いにバス停がある。いずれも南口側であり、北口側には存在しない。以下、石和温泉駅から近い順に記載する。

### ロータリー内
南口駅前のロータリー内に「石和温泉駅」停留所が設置されており、栄和交通・笛吹市営バス（芦川バスの運行は富士急バスに委託）・富士急バス・山梨交通の路線が発着する。なお、のりばは行き先とは無関係に、「路線バス乗降場」「市営バス乗降場」という分け方がされている。
| のりば         | 運行事業者   | 系統・行先                                                                 | 備考                                     |
| -------------- | ------------ | -------------------------------------------------------------------------- | ---------------------------------------- |
| 路線バス乗降場 | 栄和交通     | 春日居町駅／山梨厚生病院                                                   | 平日のみ運行                             |
| 路線バス乗降場 | 富士急バス   | - K1・K3：富士山駅 - K1：甲府駅北口 - K2：富士山駅 / 内野 - K2・K3：甲府駅 | 「K2」の内野行きは夏季以外の平日のみ運行 |
| 路線バス乗降場 | 山梨交通     | - 98：敷島営業所／甲府駅 - 快速：昇仙峡滝上                                | 昇仙峡滝上行き快速は季節運行             |
| 市営バス乗降場 | 笛吹市営バス | - 芦川バス：鴬宿 - 一宮循環バス                                            | 「一宮循環バス」は日曜運休               |

### 山梨県道302号沿い
南口駅前より南に延びる山梨県道302号沿いに山梨交通の「石和温泉駅入口」停留所がある。下記の富士急バスの同名のバス停とは場所が異なる。
- 98：石和温泉駅／敷島営業所
- 99：敷島営業所／山梨県立博物館

### 国道411号沿い
一般路線バスのバス停がある。停留所名は山梨交通と一宮循環バスが「石和八幡宮」、芦川バスを含む富士急バスが「石和温泉駅入口」となっている。
また、上記のバス停より東の国道411号沿いに高速バスが停車する「石和」停留所がある。
| 運行事業者                         | 系統・行先                                                                                 | 備考                                                              |
| 石和八幡宮・石和温泉駅入口         | 石和八幡宮・石和温泉駅入口                                                                 | 石和八幡宮・石和温泉駅入口                                        |
| ---------------------------------- | ------------------------------------------------------------------------------------------ | ----------------------------------------------------------------- |
| 笛吹市営バス                       | - 芦川バス：石和温泉駅／鴬宿 - 一宮循環バス                                                | 「一宮循環バス」は日曜運休                                        |
| 富士急バス                         | - K1・K3：富士山駅 - K1：甲府駅北口 - K2：富士山駅／内野 - K2・K3・K4：甲府駅 - K4：下黒駒 | - 「K2」の内野行きは夏季以外の平日のみ運行 - 「K4」は平日のみ運行 |
| 山梨交通                           | - 90：御所循環／敷島営業所 - 99：敷島営業所／山梨県立博物館                                |                                                                   |
| 石和                               |                                                                                            |                                                                   |
| - 京王バス - 富士急バス - 山梨交通 | 中央高速バス甲府線：バスタ新宿（南口）                                                     | 一部の臨時便は新宿西口着                                          |
| - 京浜急行バス - 山梨交通          | - 竜王・甲府 - 羽田空港線：羽田空港 - 竜王・甲府 - 横浜線：横浜駅                          | 「竜王・甲府 - 横浜線」は土休日・学休期のみ運行                   |
| - 千葉交通 - 山梨交通              | 竜王・甲府 - 成田空港線：成田空港                                                          |                                                                   |

## 隣の駅
※特急「あずさ」・「かいじ」の停車駅は列車記事を参照。
東日本旅客鉄道（JR東日本）
 中央本線
春日居町駅 (CO 40) - 石和温泉駅 (CO 41) - 酒折駅 (CO 42)

### 記事本文